# Mount Denham
Mount Denham ist ein Berg im ostantarktischen Enderbyland. Er ragt 1,5 km nordwestlich des Mount Keyser im östlichen Teil der Tula Mountains auf.
Kartiert wurde er anhand von Luftaufnahmen, die Teilnehmer einer Mannschaft der Australian National Antarctic Research Expeditions im Jahr 1957 anfertigten. Das Antarctic Names Committee of Australia (ANCA) benannte den Berg nach William M. Denham, Wetterbeobachter auf der Mawson-Station im Jahr 1961.